# Gräberfeld von Lauchheim

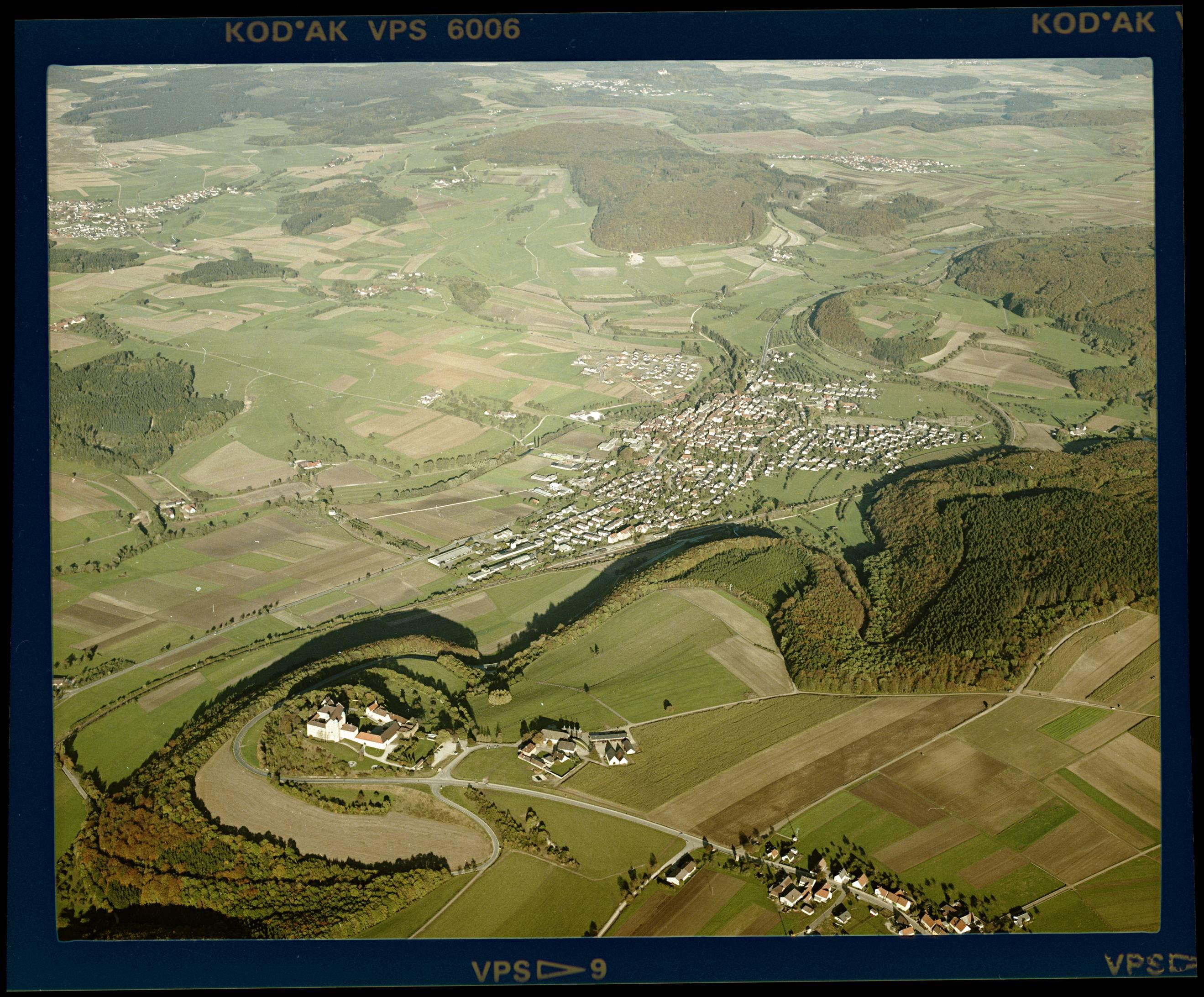
Blick auf Lauchheim und die Kapfenburg – im Jagsttal nördlich der Burg liegen die Siedlung und das Gräberfeld

Das Gräberfeld im württembergischen Lauchheim ist eines der wenigen Gräberfelder, die nicht nur über 200 Jahre lang – während des größten Teils der Merowingerzeit – durchgehend in Gebrauch waren, sondern deren dazugehörige alamannische Siedlung „Mittelhofen“ auch fast vollständig ausgegraben worden ist.

## Bestattungen und Grabbeigaben
Das Gräberfeld von Lauchheim – einem kleinen Städtchen im Ostalbkreis – liegt in Flur „Wasserfurche“ etwa 1,3 km westlich der spätmittelalterlichen Stadt. Es nimmt ein rechteckiges Areal von ungefähr 1,5 Hektar ein und umfasst etwas über 1300 Gräber aus dem Zeitraum zwischen der zweiten Hälfte des 5. und der zweiten Hälfte des 7. Jahrhunderts. Es handelt sich bei diesem Gräberfeld um das bislang größte dieser Zeitstellung in Südwestdeutschland. Die vollständige Ausgrabung ermöglicht dadurch einen wirklichkeitsgetreuen Querschnitt durch eine frühmittelalterliche Ortsgesellschaft im Wandel der Zeit.
Wie in der Merowingerzeit üblich waren die Körperbestattungen mit Beigaben ausgestattet. Neben Kleidungselementen und Schmuck finden sich in den Gräbern Waffen und Gerätebeigaben.

## Benachbarte Siedlung
200 Meter talwärts vom Gräberfeld „Wasserfurche“ wurden zwischen 1989 und 2005 im Gewann „Mittelhofen“ Siedlungsspuren aus der Zeit der Merowinger und später archäologisch untersucht. Verstreut über das Grabungsgelände fanden sich 78 spätmerowingische Gräber, die sich hauptsächlich auf sechs Gruppen verteilten (mit zwischen vier und 25 Bestattungen). Es waren also Hofgrablegungen und ein paar Einzelbestattungen. Die weitaus meisten Gräber sind erst in der Zeit nach der Aufgabe des großen Gräberfelds „Wasserfurche“ angelegt worden. Für die Wissenschaft von großer Bedeutung ist zum einen die gute Erhaltung der Gebäudespuren, zum anderen die Größe der ausgegrabenen Flächen. Es handelt sich damit um das bislang am umfassendsten dokumentierte frühmittelalterliche Siedlungsareal in Baden-Württemberg.
Nachgewiesen sind Pfostenbauten und Grubenhäuser, bisweilen zeigen Reste von Zäunen eine Einteilung in Hofareale. Am Ostende der Siedlung befindet sich ein Hofareal, das wegen seiner reich ausgestatteten Hofgrablege und mehrerer Pfostenbauten als Herrenhof gedeutet wird.
Am Ufer der Jagst wurden Reste eines Mühlkanals nachgewiesen. Die Siedlung bestand länger als die Gräberfelder.

## Forschungsgeschichte

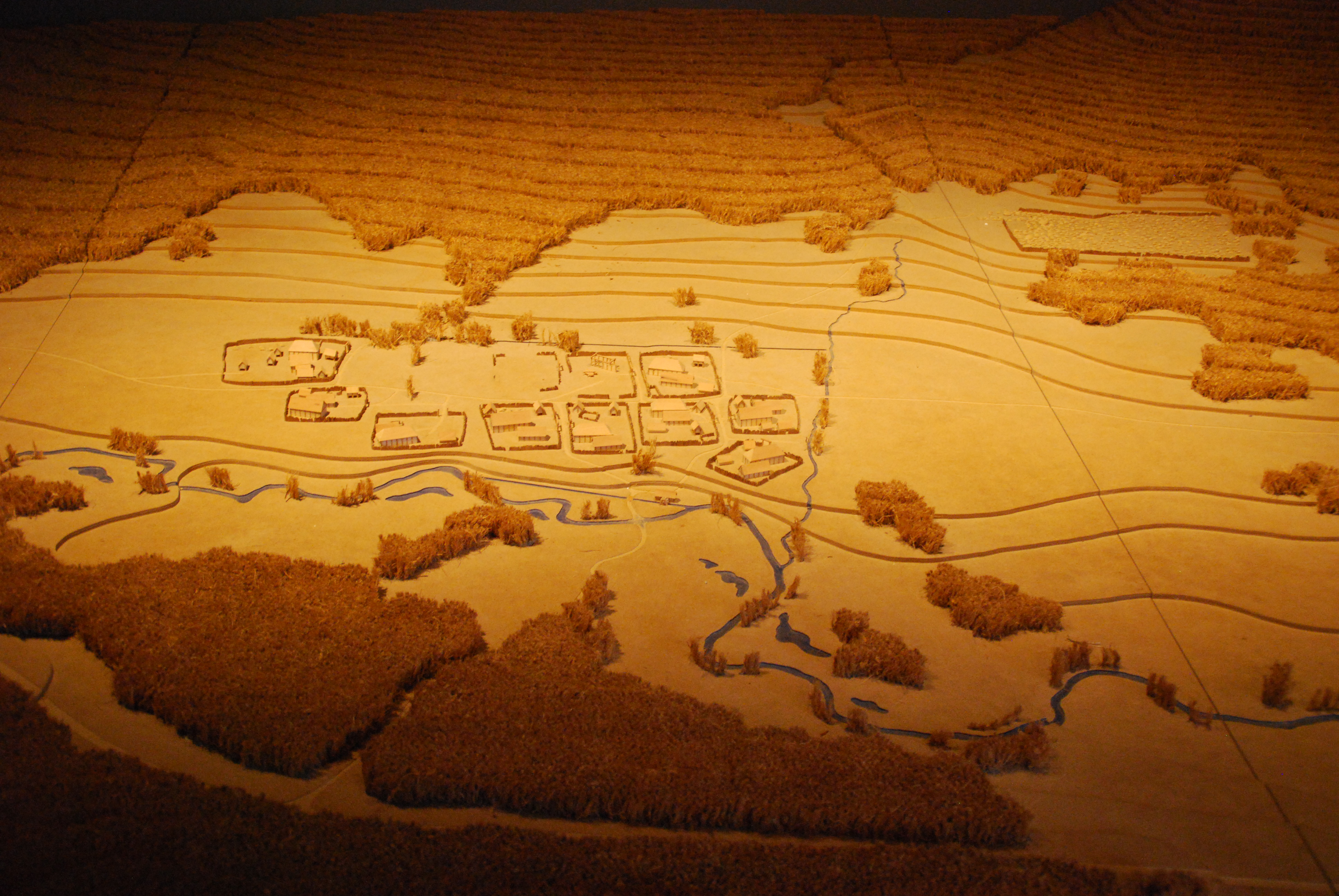
Modell des Dorfes und des Gräberfelds im Alamannenmuseum Ellwangen (Gräberfeld im Bild oben rechts)

### Entdeckung und Ausgrabung
- Gräberfeld „Wasserfurche“:

Das frühmittelalterliche Gräberfeld im Gewann „Wasserfurche“ wurde in den Jahren 1986 bis 1996 von der Archäologischen Denkmalpflege Stuttgart unter der Leitung von Ingo Stork komplett ausgegraben. Im Mai 1986 waren bei Erschließungsarbeiten für ein Industriegebiet erste Fund gemacht und sofort der zuständigen Denkmalpflege gemeldet worden.
- frühmittelalterliche Siedlung „Mittelhofen“:

Die Siedlung wurde 1989 entdeckt, als das Landesdenkmalamt im Vorfeld des Baus einer Umgehungsstraße mit einem Baggerschnitt das Gelände sondierte. Die Grabungen aus Anlass des Straßenbaus und der Anlage eines weiteren Gewerbegebietes dauerten bis 2005.
Die Funde aus Lauchheim wurden bei der Alamannen-Ausstellung 1997 in Stuttgart prominent präsentiert.

### Auswertung als Forschungsprojekt
Dieses Gräberfeld Lauchheim „Wasserfurche“ mit seiner Fülle von Funden und Blockbergungen ist zusammen mit der Siedlung seit 2008 Gegenstand eines von der Deutschen Forschungsgemeinschaft geförderten interdisziplinären Kooperationsprojektes des Landesamts für Denkmalpflege Baden-Württemberg und der Universität Freiburg im Breisgau mit ihrem Institut für Archäologische Wissenschaften (Abteilung für Frühgeschichtliche Archäologie und Archäologie des Mittelalters). Hauptziele des Projekts sind die Entwicklung und Erprobung effizienter Restaurierungs- und Dokumentationsverfahren bei einer großen Anzahl von Grabfunden.
Lauchheim „Wasserfurche“ war für ein solches Anliegen in besonderer Weise geeignet, weil es sich zum einen mit über 1300 Bestattungen um das größte bekannte, fast vollständig dokumentierte Gräberfeld des 5. bis 7. Jahrhunderts in Südwestdeutschland handelt. Zum anderen war darüber hinaus die große Menge an Einzelfunden und Blockbergungen aus den zum Teil sehr reich ausgestatteten Gräbern nicht nur eine besondere Herausforderung, sondern sie bot zugleich die Chance, auf der Grundlage einer breiten Datenbasis neue Erkenntnisse zu gewinnen, sei es durch die zerstörungsfreie Dokumentation des Inhalts aller Blockbergungen mittels computertomographischer Bildgebung oder die Dokumentation sämtlicher organischer Materialien aus den Gräbern. Die Voraussetzungen dafür waren bereits geschaffen mit der sorgfältigen und vorausschauenden Ausgrabung und Bergung der Funde in dem Zeitraum von 1986 bis 1996.
Eine weitere Besonderheit des Gräberfeldes von Lauchheim ist die unmittelbare Nachbarschaft der wüstgefallenen, bis 2005 ebenfalls großflächig ausgegrabenen früh- bis hochmittelalterlichen Siedlung im Gewann Mittelhofen im Bereich der Niederterrasse der Jagst, rund 200 Meter unterhalb des am Hang gelegenen Bestattungsplatzes. Dieser wurde zumindest teilweise zeitgleich genutzt. Die ältesten Befunde in Mittelhofen können in die Mitte des 6. Jahrhunderts datiert werden, während die Belegung des Gräberfeldes rund 80 Jahre früher eingesetzt haben dürfte. Es muss demnach noch mindestens eine weitere, ältere Siedlung in der Umgebung gegeben haben. Dennoch ist mit Sicherheit anzunehmen, dass die Bewohner von „Mittelhofen“ ihre Toten über 100 Jahre hinweg bis in die zweite Hälfte des 7. Jahrhunderts auf dem hangaufwärts gelegenen Gräberfeld beigesetzt haben.

#### Hauptaspekte des Forschungsprojekts

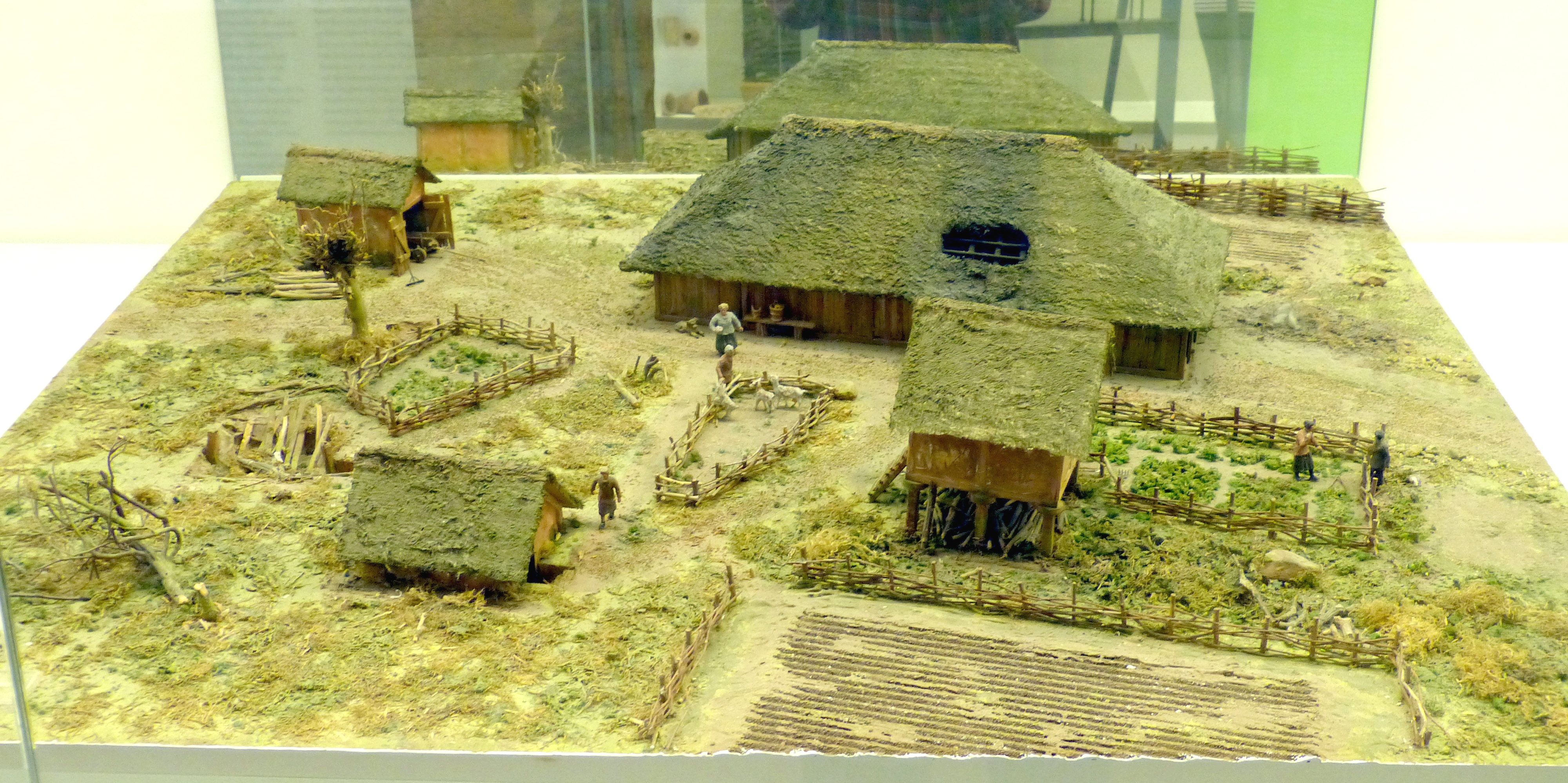
Modell eines Hofes (im Archäologischen Landesmuseum Baden-Württemberg (ALM))

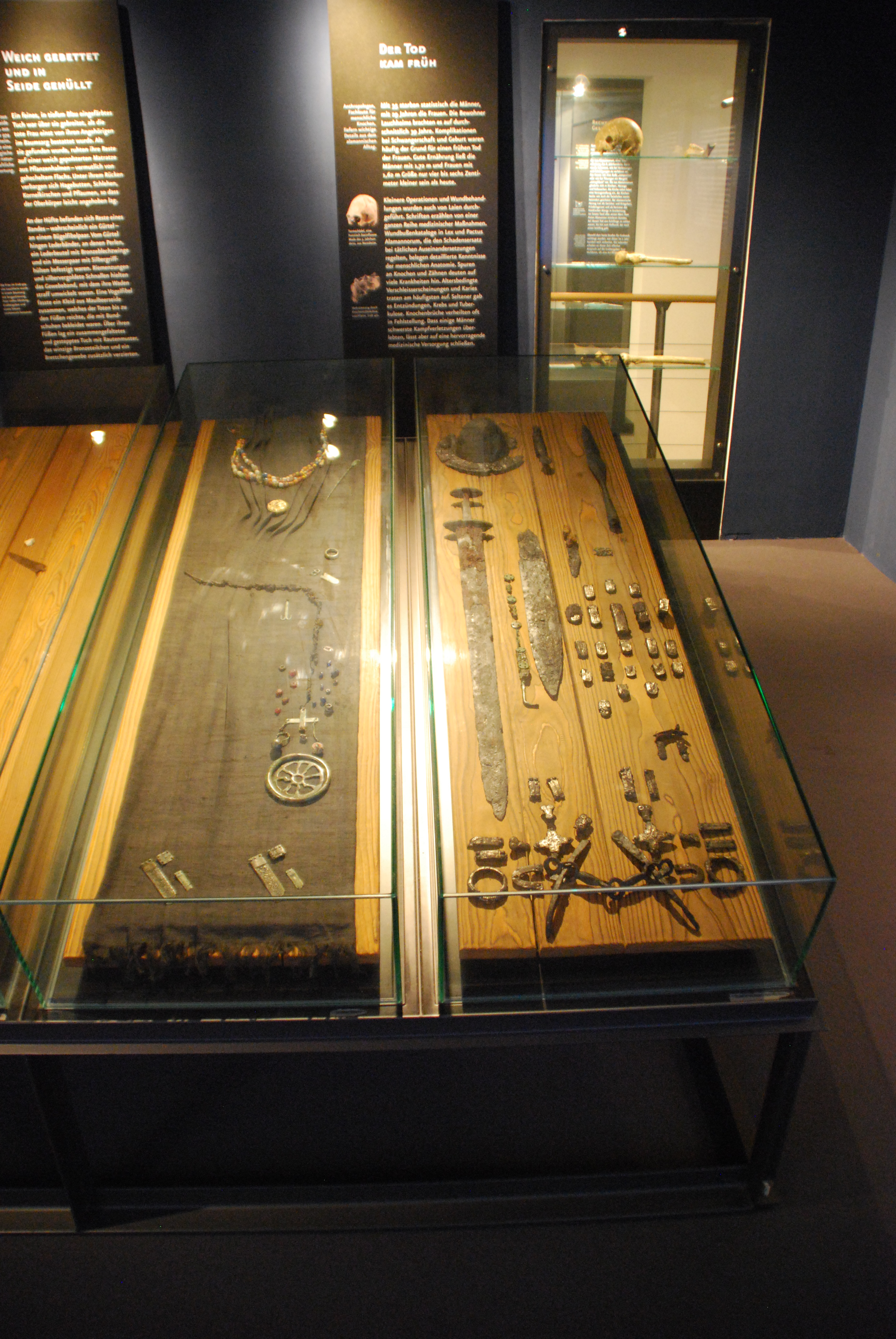
Zwei Grabausstattungen aus dem Gräberfeld im Alamannenmuseum Ellwangen

Das DFG-Forschungsprojekt, das die Entwicklung und Erprobung effizienter Restaurierungs- und Dokumentationsverfahren bei einer großen Anzahl von Grabfunden im Fokus hat, kann in folgende Hauptaspekte aufgegliedert werden:
- Konservierung der Artefakte,
- Virtuelle Restaurierung durch Computertomographie,
- Dokumentation und Analyse aller Textilien und organischen Überbleibsel,
- Anthropologische Untersuchungen,
- Entwicklung und Gebrauch einer projektbezogenen Datenbank (auch als Modell für ähnliche Projekte),
- Publikation eines gedruckten Katalogs.[2]

#### Computertomographie
Eine enorme Anzahl an Funden müssen in einem Gefriermagazin bei −20 °C gelagert werden, sie stellen für die archäologische Restaurierung eine Herausforderung dar. Vielfach sind sie als Fundkomplexe in Blockbergungen geborgen worden, deren normale Aufarbeitung nur mit einem hohen Zeitaufwand zu leisten ist. Die Dokumentation, Auswertung und Publikation der Befunde und Funde dieses Gräberfeldes sowie der zugehörigen Siedlung wird anhand neuer Methoden beschleunigt untersucht und dokumentiert. Dabei spielt die Computertomographie eine zentrale Rolle. Erstmals kann diese Methode systematisch zur genauen Bestimmung des Fundmaterials in Blockbergungen eingesetzt werden. Das weite Spektrum an Objekten und Materialien macht es möglich, diese Dokumentations- und Untersuchungsmethode umfangreich zu überprüfen.
Zentrale Anforderungen an die Methode sind die Visualisierung, also das Sichtbarmachen der unterschiedlichen Funde, und die Materialbestimmung für die Klärung der Untersuchungsgegenstände und der Stratigraphie in den Blockbergungen. Darüber hinaus wird überprüft, welche weiterführenden Untersuchungen in Bezug auf Herstellung, Material und Datierung möglich sind. Von besonderer Bedeutung sind die 105 Spathen, deren komplexer Klingenaufbau anhand der Computertomographie analysiert wird. Anhand der Ergebnisse wird eine kritische Bewertung der Methode vorgenommen.
Jörg Stelzner fasst für seine Dissertation zusammen:

„Innerhalb dieser Arbeit konnte erstmals anhand über dreihundert Blockbergungen aus dem Gräberfeld Lauchheim „Wasserfurche“ der Einsatz der Computertomographie überprüft werden, um die Aufarbeitung des Gräberfeldes zu beschleunigen. Ausschlaggebend für die Aussagekraft der Daten ist deren Qualität, die durch die Auflösung, den Kontrast und mögliche Messartefakte bestimmt wird. Beeinflusst werden diese Faktoren wiederum durch die Größe der zu untersuchenden Objekte bzw. Blockbergungen, deren Materialzusammensetzung sowie die Messparameter und die apparative Ausstattung. Angewendet wurden neben der Mikro-Röntgencomputertomographie, die Submikro-Röntgencomputertomographie zur Untersuchung kleinerer Objekte und die Computertomographie mit Neutronen, die sich besonders für die Untersuchung organischer Materialien eignet. Der methodische Ansatz bestand darin, die zentralen Anforderungen für eine Objektansprache, wie die Visualisierung der unterschiedlichen Funde und die Materialbestimmung sowie die Stratigraphie in den Blockbergungen zu untersuchen. Hierdurch konnte bestätigt werden, dass eine beschleunigte Aufarbeitung der Funde in ausreichender Qualität möglich ist. Gewisse Einschränkungen bestehen in einigen Fällen für die Materialbestimmung und für die Visualisierung stark fragmentierter Funde.“

#### Textilien
In den Gräbern von Lauchheim haben sich zahlreiche organische Materialien wie Textilschichten, Lederfragmente und Pflanzenreste erhalten. Für die Bestimmung und Zuordnung eines Textilfundes ist die systematische Aufnahme mehrerer Merkmale und charakteristischer Strukturen notwendig. Zu den unveränderlichen Kennzeichen eines Gewebes gehören Fasermaterial, Bindung und Fadentorsion. Demgegenüber können Fadenstärken, Intensität der Fadendrehungen und Gewebedichten differieren oder während der langen Lagerung im Boden so stark verändert worden sein, dass sie allenfalls noch als zusätzliche Hinweise für die Beurteilung des Textils herangezogen werden können. Um eine spätere Überprüfbarkeit der Beobachtungen zu gewährleisten, werden die Ergebnisse durch eine detaillierte Zustandsbeschreibung und durch eine umfangreiche Bilddokumentation erhaltener Textilpartien oder Textilstrukturen ergänzt.

## Museale Präsentation
Die Fülle der Bestattungsarten und Grabbeigaben lässt sich kaum in einem einzigen Museum darstellen. Das Alamannenmuseum Ellwangen zeigt nur eine repräsentative Auswahl der schönsten Grabbeigaben und versucht zu beschreiben und zu veranschaulichen.
Ein Teil der Funde ist im Archäologischen Landesmuseum Baden-Württemberg ausgestellt. Dort liegt der Schwerpunkt der Präsentation auf der adeligen Lebensführung der Alamannen, auf Reiten, Fahren und Jagen. Es gibt prunkvolle Beisetzungen aus dem Gräberfeld von Lauchheim, die zeigen, dass selbst kleine Kinder mit Standesabzeichen beerdigt wurden.

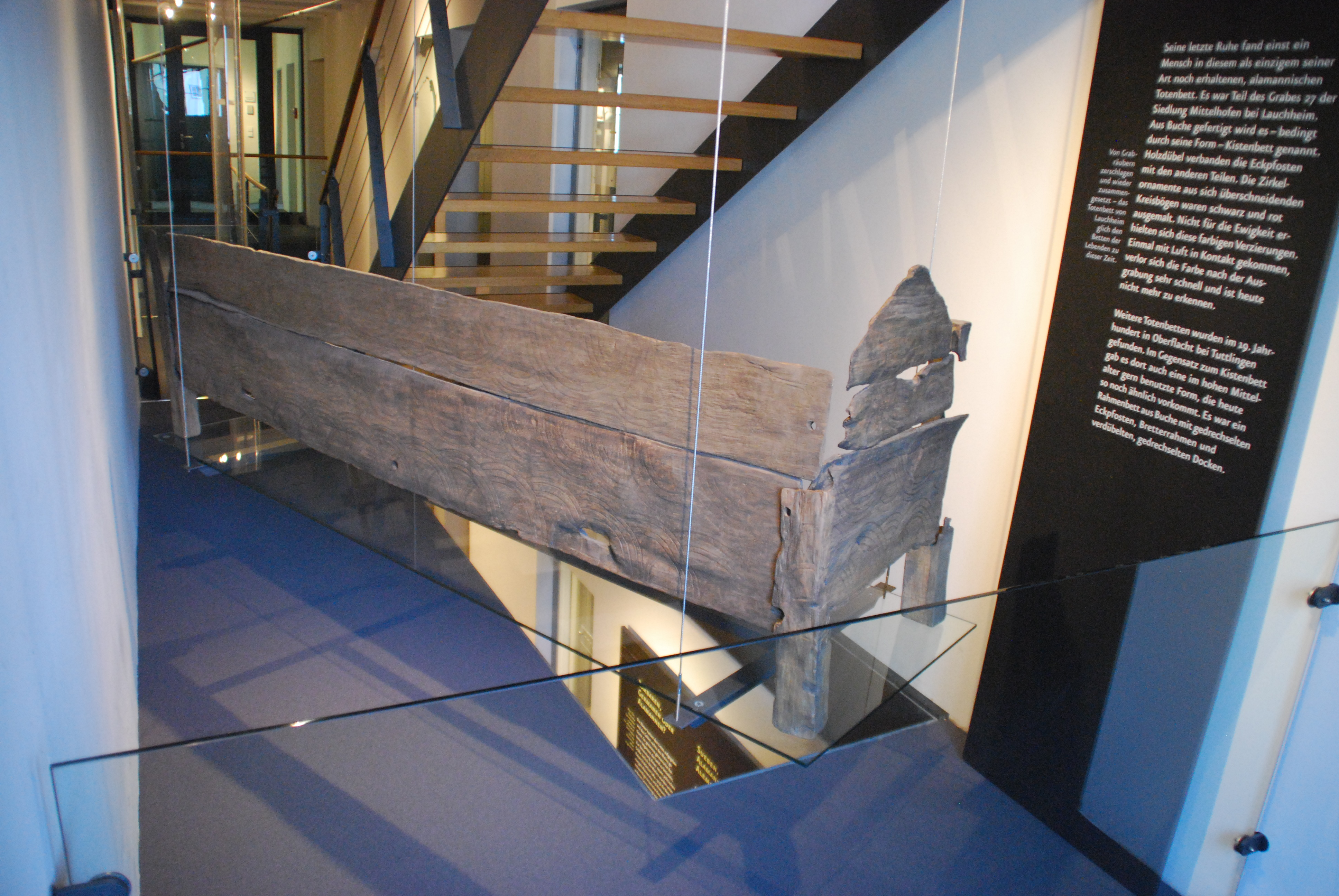
Abguss eines Totenbetts (Lauchheim-Mittelhofen Grab 27, Original im ALM)
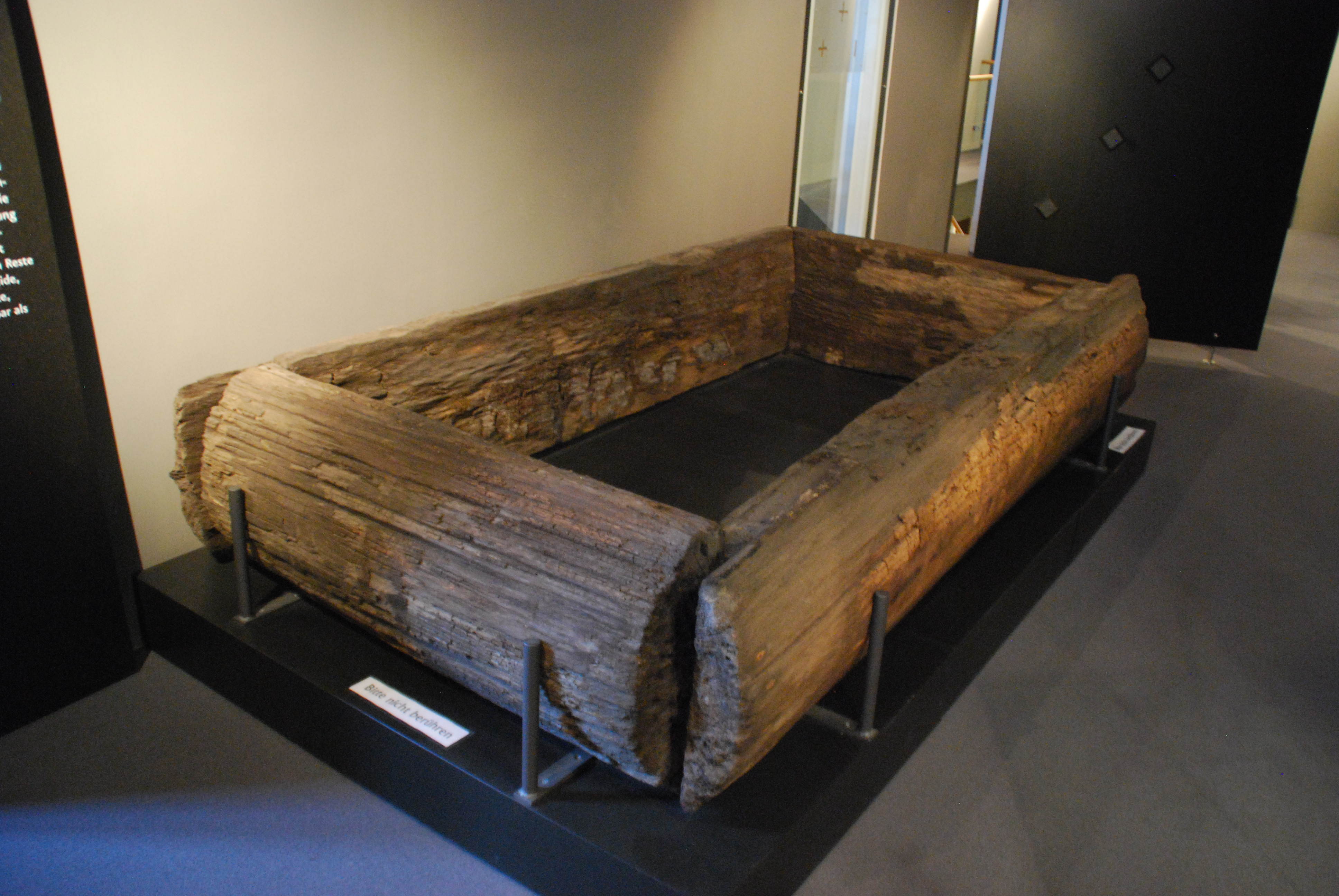
Grabkammer aus Holz, dendrochronologisch auf 703/04 n. Chr. datiert (Lauchheim-Mittelhofen Grab 27)
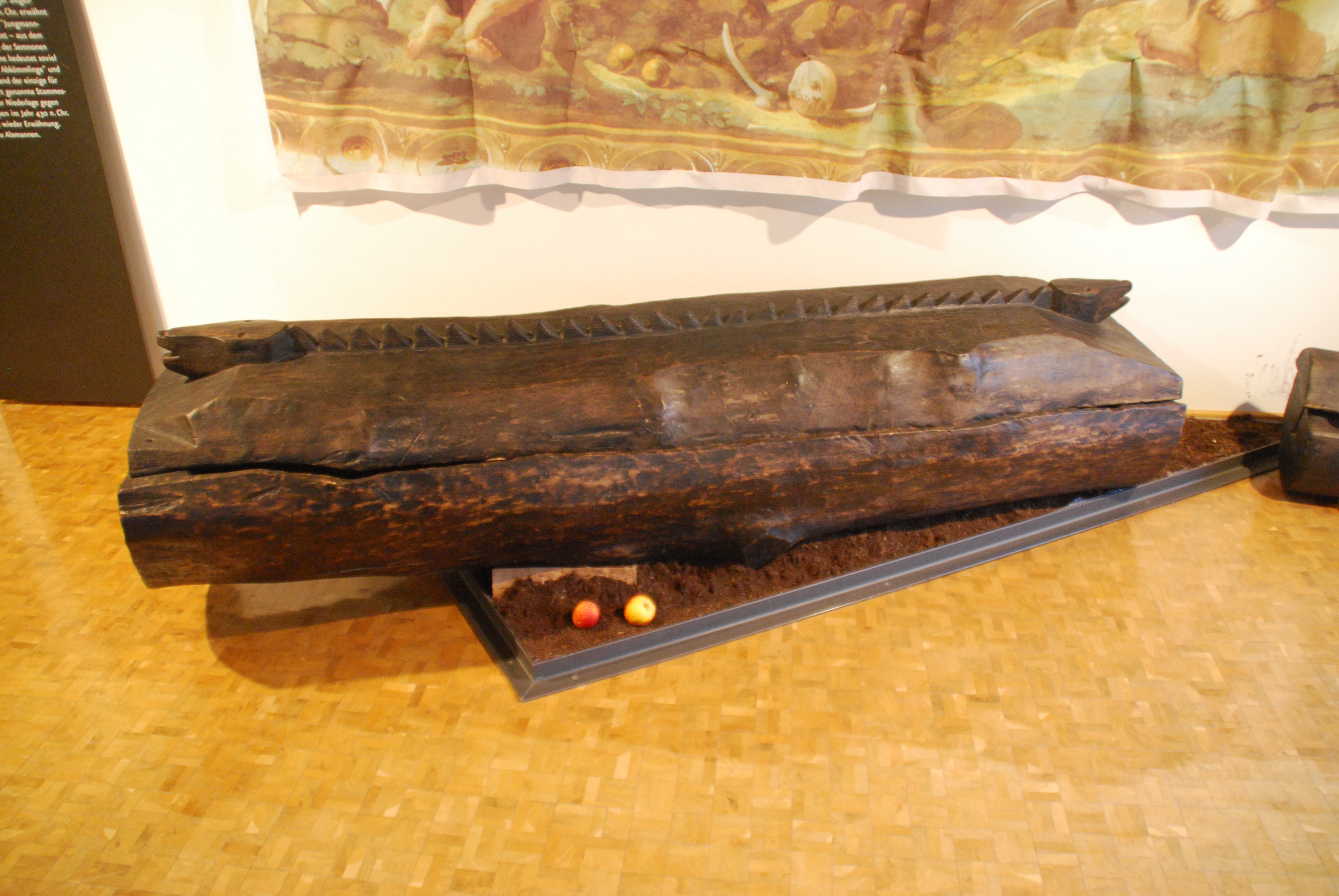
Ein Baumsarg (Nachbildung eines Sarges aus Unterschneidheim-Zöbingen)
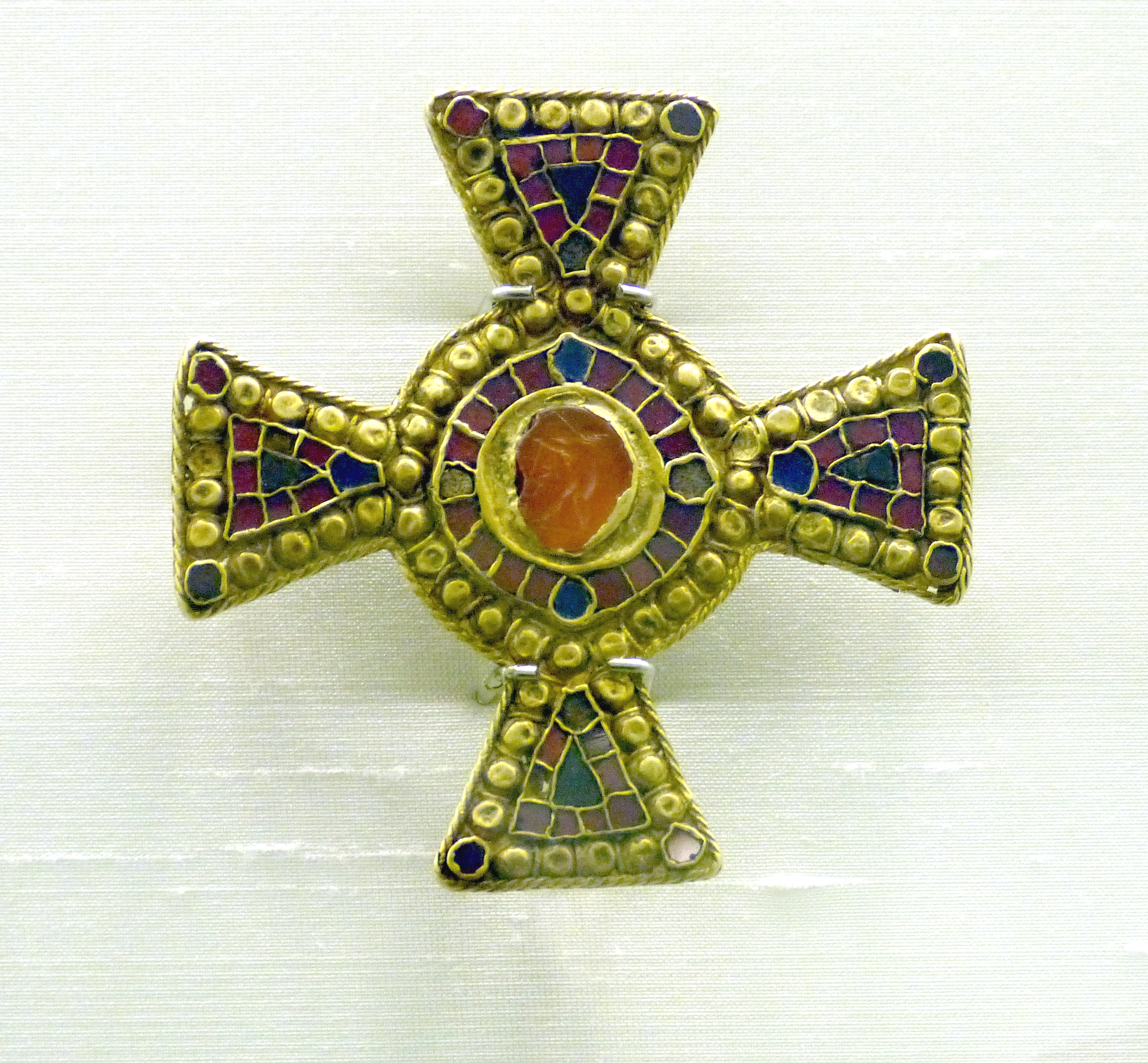
Kreuzfibel (Original im ALM)
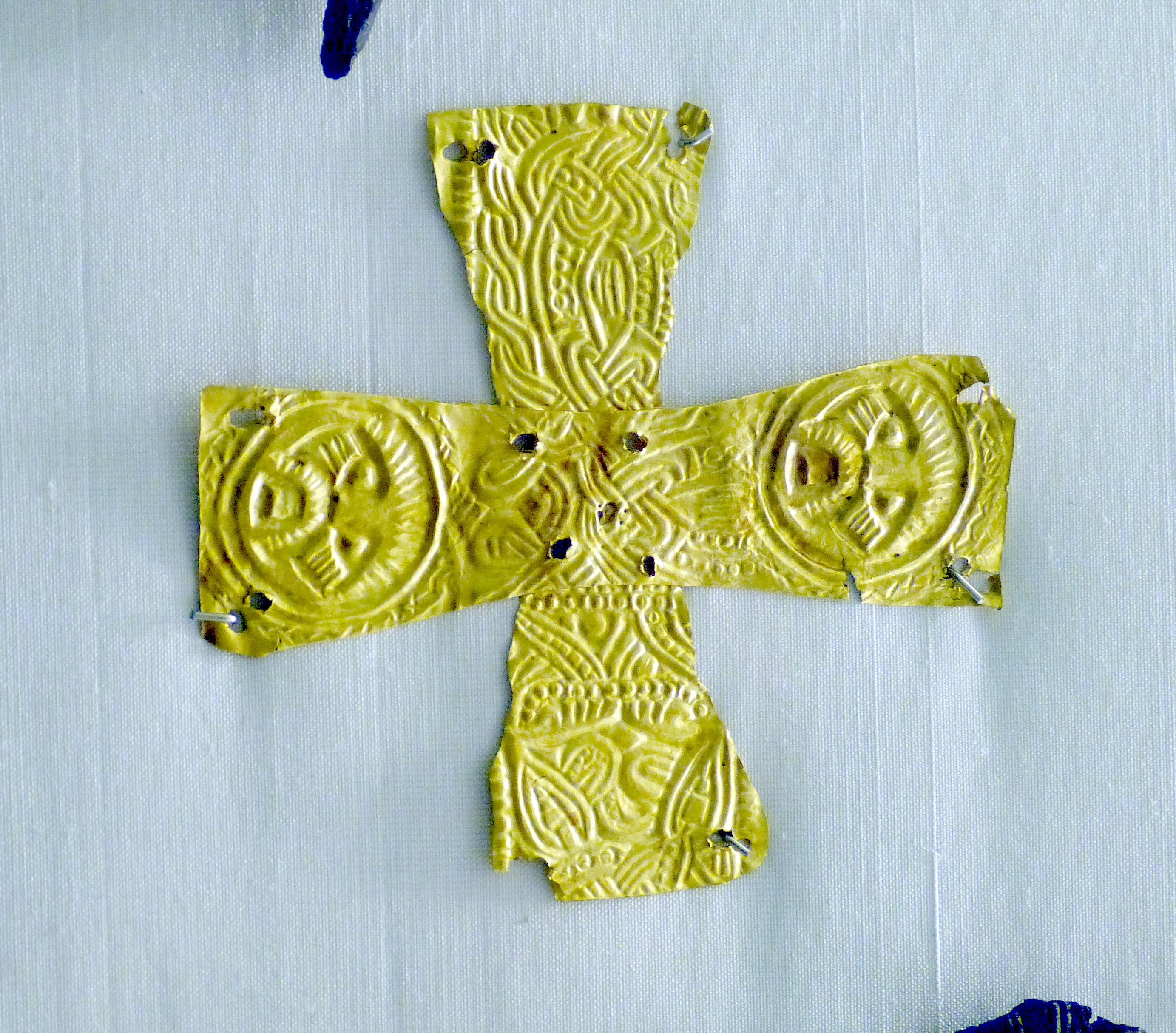
Goldblattkreuz (Lauchheim-Wasserfurche Grab 38, Original im ALM)
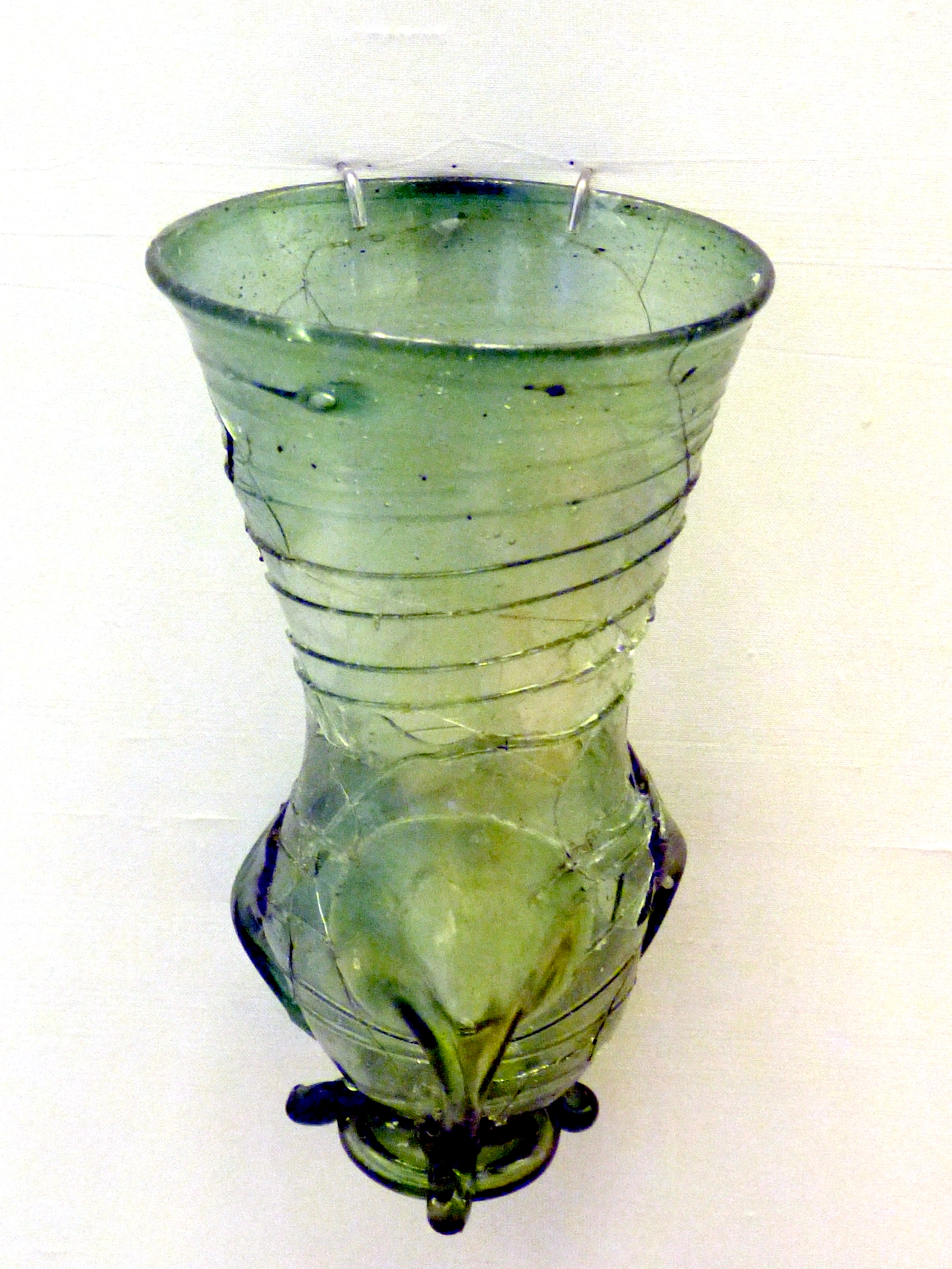
Rüsselbecher (Lauchheim-Wasserfurche, Grab 66, Original im ALM)
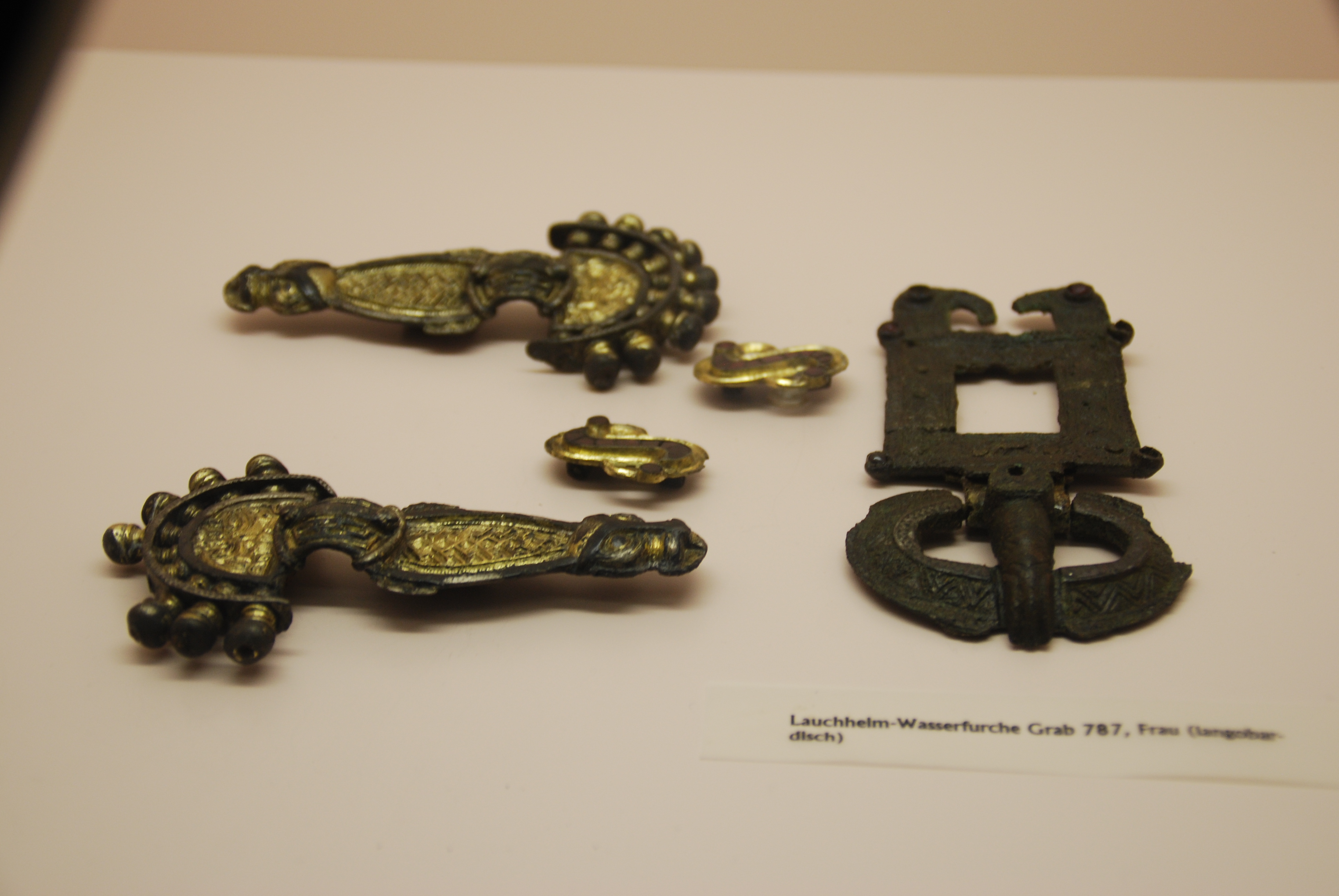
Beigabe für Frau (Lauchheim-Wasserfurche, Grab 787, Schnalle rechts 100 Jahre älter, ostgotisch)

## Alamannenmuseum Ellwangen

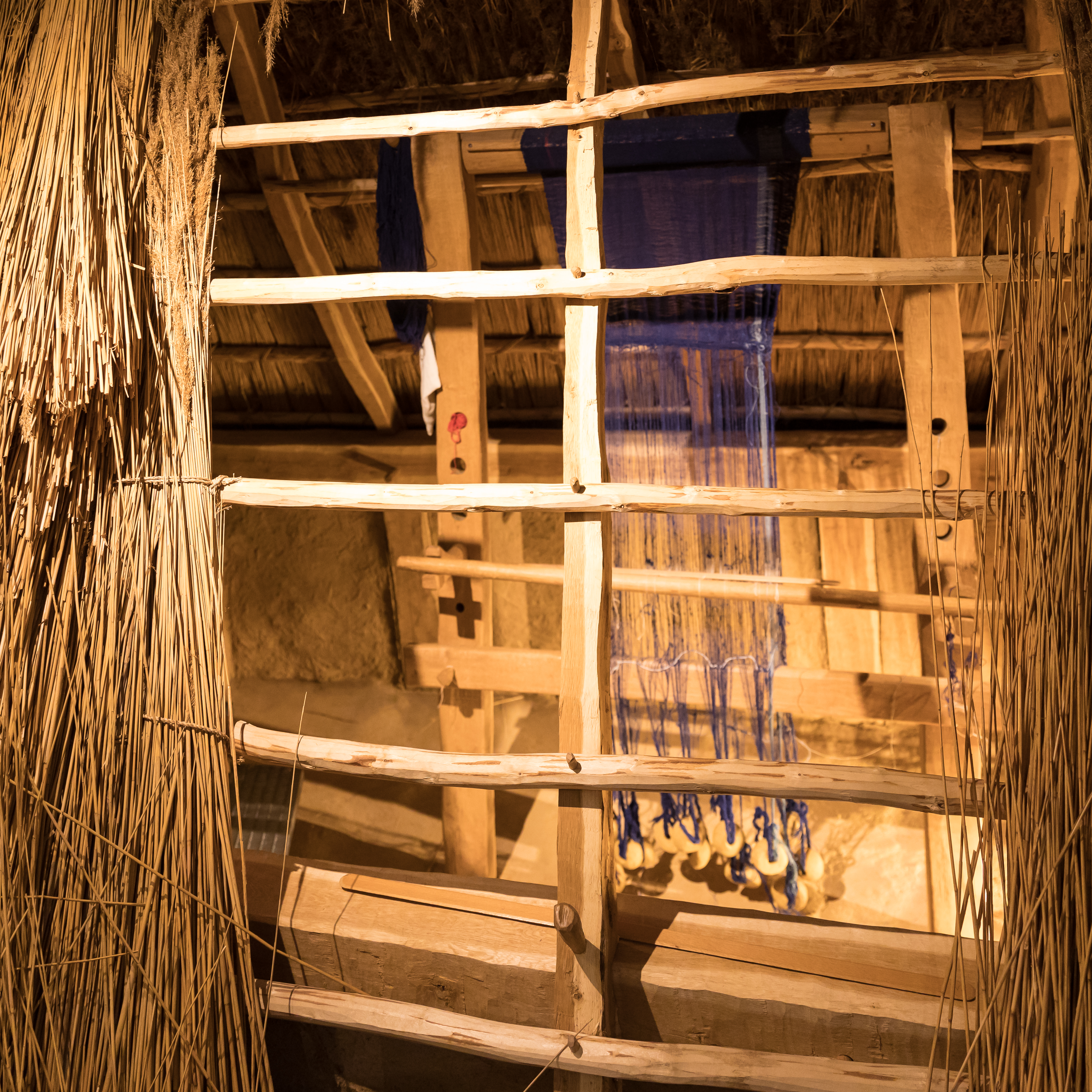
Nachbau eines Grubenhauses mit Webstuhl im Alamannenmuseum Ellwangen

Um die Funde von Lauchheim präsentieren zu können, wurde das Alamannenmuseum in Ellwangen (Jagst) gegründet. Ausgestellt sind gut erhaltene Kunst-, Schmuck- und Alltagsgegenstände sowie Waffen, die für die Forschung von herausragender Bedeutung sind. Ein teilrekonstruiertes Grubenhaus mit Webstuhl veranschaulicht die Textilverarbeitung der Alamannen, andere Rekonstruktionen aus Holz veranschaulichen die vielen Gebrauchsgegenstände, die in den Siedlungen der Merowingerzeit benutzt wurden. Ein weiterer thematischer Schwerpunkt ist die Geschichte der Christianisierung der Alamannen. Die moderne Präsentation der Exponate mit Rekonstruktionen und elektronischen Medien gibt einen Einblick in das Leben der Alamannen. Durch regelmäßige Sonderausstellungen werden neue Erkenntnisse der alamannischen Zeit, der Ausgrabungen in der Region und der früh- und hochmittelalterlichen Geschichte vermittelt.